# Thora Hird
Thora Hird, DBE (n. 28 mai 1911, Morecambe, Anglia, Regatul Unit al Marii Britanii și Irlandei – d. 15 martie 2003, Royal Variety Charity⁠(d), Anglia, Regatul Unit) a fost o actriță de film și televiziune engleză. În cariera ei de 70 de ani, ea a apărut în peste 100 de roluri de film și televiziune.

## Viața personală
A fost căsătorită cu omul de afaceri Jimmy Scott. A murit în 2003, după un accident vascular cerebral.